# 富里庄

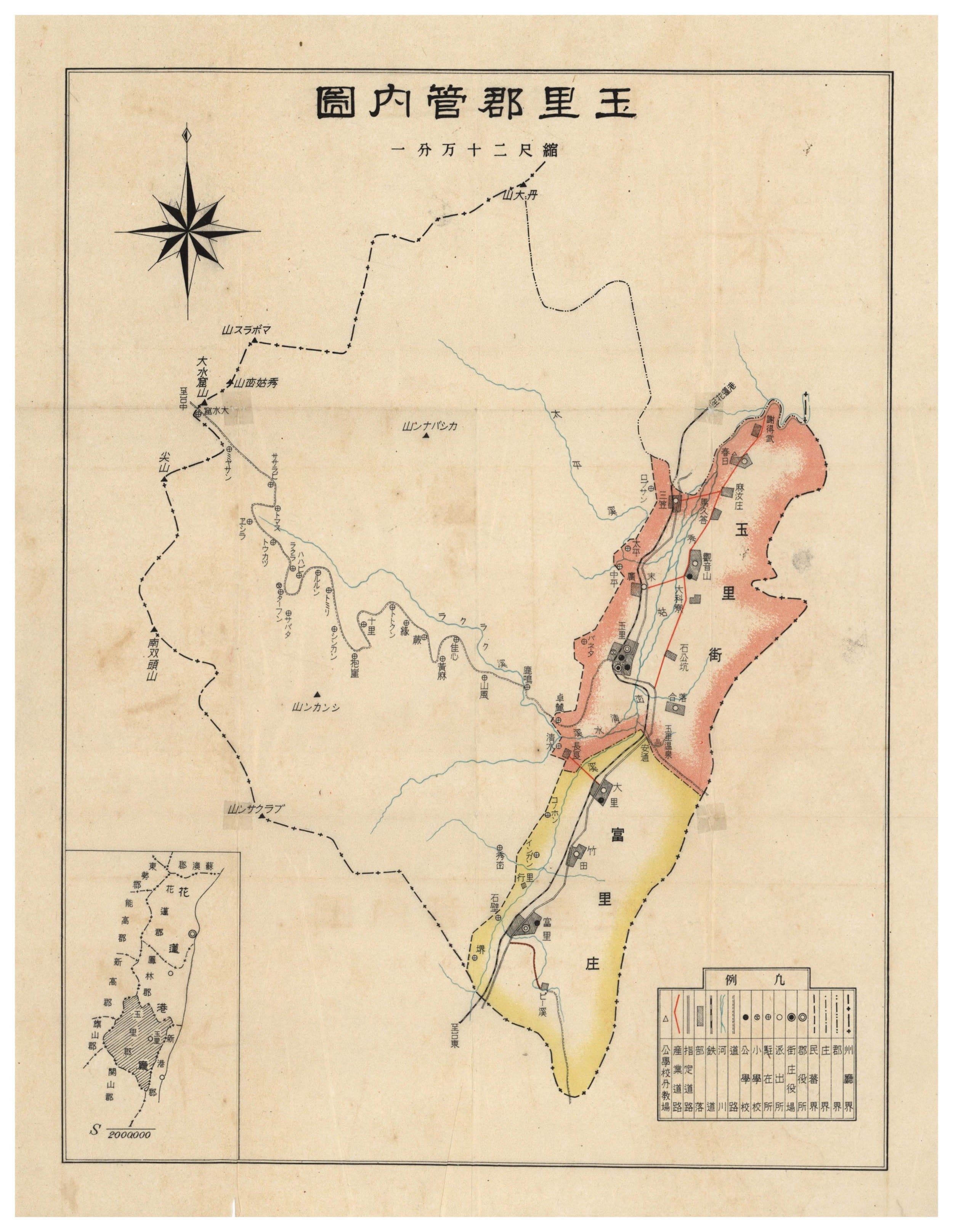
玉里郡管內圖，可見富里庄、玉里街

富里庄為臺灣日治時期1937年至1945年間存在之行政區，轄屬花蓮港廳玉里郡。今花蓮縣富里鄉。

## 行政區劃
富里庄原屬新鄉的10個庄，花蓮港廳在1909年10月設立後，在璞石閣支廳下設有大庄區和公埔區，大庄區下轄大庄、馬加錄庄、萬人埔庄，公埔區下轄公埔庄、石牌庄、里行庄、螺仔溪庄、堵港埔庄、躼躼埔庄、頭人埔庄。1914年5月23日，花蓮港廳和臺東廳實施街庄整併，公埔庄、石牌庄、里行庄、螺仔溪庄併為「公埔庄」；堵港埔庄、躼躼埔庄併為「堵港埔庄」；頭人埔庄、馬加錄庄、萬人埔庄併為「頭人埔庄」，大庄維持不變。1920年9月1日，原堡里之行政區廢除，街庄改為大字；公埔區於同時併入大庄區，轄區內分為大庄、頭人埔、公埔、堵港埔四個大字。
1937年10月，大庄區改制為富里庄，轄域內大字改稱大里、竹田、富里、堺。
| 1909年 | 1909年 | 1914年 | 1914年 | 1920年 | 1920年 | 1937年 | 1937年 | 2020年 | 2020年                                                                   |
| ------ | ------ | ------ | ------ | ------ | ------ | ------ | ------ | ------ | ------------------------------------------------------------------------ |
| 大區   | 大     | 大區   | 大     | 大區   | 大     | 富里   | 大里   | 富里鄉 | 吳江村、東里村                                                           |
| 大區   | 馬加錄 | 大區   | 頭人埔 | 大區   | 頭人埔 | 富里   | 竹田   | 富里鄉 | 萬寧村、新興村、竹田村(部分)                                             |
| 大區   | 萬人埔 | 大區   | 頭人埔 | 大區   | 頭人埔 | 富里   | 竹田   | 富里鄉 | 萬寧村、新興村、竹田村(部分)                                             |
| 公埔區 | 頭人埔 | 大區   | 頭人埔 | 大區   | 頭人埔 | 富里   | 竹田   | 富里鄉 | 萬寧村、新興村、竹田村(部分)                                             |
| 公埔區 | 公埔   | 公埔區 | 公埔   | 大區   | 公埔   | 富里   | 富里   | 富里鄉 | 竹田村(部分)、羅山村、石牌村、明里村、富里村、豐南村(部分)、永豐村(部分) |
| 公埔區 | 石牌   | 公埔區 | 公埔   | 大區   | 公埔   | 富里   | 富里   | 富里鄉 | 竹田村(部分)、羅山村、石牌村、明里村、富里村、豐南村(部分)、永豐村(部分) |
| 公埔區 | 里行   | 公埔區 | 公埔   | 大區   | 公埔   | 富里   | 富里   | 富里鄉 | 竹田村(部分)、羅山村、石牌村、明里村、富里村、豐南村(部分)、永豐村(部分) |
| 公埔區 | 螺仔溪 | 公埔區 | 公埔   | 大區   | 公埔   | 富里   | 富里   | 富里鄉 | 竹田村(部分)、羅山村、石牌村、明里村、富里村、豐南村(部分)、永豐村(部分) |
| 公埔區 | 堵港埔 | 公埔區 | 堵港埔 | 大區   | 堵港埔 | 富里   | 堺     | 富里鄉 | 學田村、富南村、豐南村(部分)、永豐村(部分)                               |
| 公埔區 | 躼躼埔 | 公埔區 | 堵港埔 | 大區   | 堵港埔 | 富里   | 堺     | 富里鄉 | 學田村、富南村、豐南村(部分)、永豐村(部分)                               |

## 人口
| 大字 | 內地人 | 臺灣人 | 朝鮮人 | 中華民國人 | 合計   |
| ---- | ------ | ------ | ------ | ---------- | ------ |
| 大里 | 63     | 1,133  | 0      | 16         | 1,212  |
| 竹田 | 49     | 2,813  | 0      | 26         | 2,888  |
| 富里 | 95     | 4,937  | 0      | 45         | 5,077  |
| 堺   | 13     | 1,029  | 1      | 15         | 1,058  |
| 合計 | 220    | 9,912  | 1      | 102        | 10,235 |

## 交通
- 大車站（東里車站）
- 頭人埔車站（東竹車站）
- 公埔車站（富里車站）

## 設施
- 富里役場
- 富里尋常高等小學校→富里北國民學校（今 富里國中）
- 富里公學校→富里南國民學校（今 富里國小）
- 富里公學校竹田分教場→竹田國民學校（今 東竹國小）
- 大里公學校→大里國民學校（今 東里國小）